# Ет Тих
Ет Тих е полупустинно плато в Египет, разположено в централната част на Синайския полуостров, на североизток от Суецкия залив. Максималната му височина е 1076 m, като на север постепенно се понижава до 500 m, а на юг постепенно се повишава и преминава в по-високо разположеното плато Ел Игма (1626 m). Изградено е предимно от пясъчници. Преобладават ландшафтите на чакълестите и каменистите пустини (хамади). Местното население се занимава със скотовъдство (овце, кози, камили), а в редките оазиси се отглеждат финикова палма и зърнени култури.